# Special Olympics Vereinigte Staaten
Special Olympics Vereinigte Staaten (englisch: Special Olympics United States) ist der US-amerikanische Verband von Special Olympics International. Sein Ziel ist die Förderung von Sport für Menschen mit geistiger Beeinträchtigung und die Sensibilisierung der Gesellschaft für diese Mitmenschen. Außerdem betreut er die US-amerikanischen Athletinnen und Athleten bei den Special Olympics Wettkämpfen.

## Geschichte
In den 1960er Jahren erfuhr Eunice Kennedy-Shriver von betroffenen Eltern, dass das öffentliche Schulsystem für geistig beeinträchtigte Kinder keine Teilnahme an den in den USA üblichen Sommercamps möglich war. Kennedy Shriver eröffnete auf ihrer Farm Timberlawn in Maryland das Camp Shriver mit 34 geistig beeinträchtigten und nicht beeinträchtigten Kindern, darunter ihr Sohn Tim, und 26 Betreuern aus der Umgebung. Die Kinder trieben gemeinsam Sport, und das Camp wurde ein Erfolg. Auch in den folgenden drei Jahren fand das Sommercamp statt.
Die ersten Special Olympics-Spiele, finanziert von der Joseph P. Kennedy Jr. Foundation (JPKF), fanden am 20. Juli 1968 in Chicago statt. 1.000 Athleten aus den USA und Kanada nahmen damals teil. Trotz Widerstands von potentiellen Geldgebern, die Kennedy Shriver sowie die Schöpferin der Spiele in Chicago, die Sportlehrerin Anne Marie McGlone Burke, seit 2006 Richterin am Supreme Court in Illinois, heftig dafür kritisierten, „diese Kinder zur Schau zu stellen“, erhielten die beiden genug Rückendeckung und konnten die Spiele austragen.
Währenddessen verdichteten sich die Hinweise aus der Wissenschaft, dass Bewegungsangebote förderlich für die Entwicklung von Menschen mit Beeinträchtigung sind. Wegweisend war etwa die Forschung von James N. Oliver oder die Arbeiten des kanadischen Sportwissenschaftlers Frank Hayden von der Universität Toronto. Bereits 1964 legte er beim Ersten Kongress für Sportpsychologie in Rom seine Ergebnisse vor und veröffentlichte ein Test- und Trainingshandbuch. 1965 wurde er Direktor der Joseph P. Kennedy Jr. Foundation in Washington. 1968 war er an der Organisation der ersten Special Olympics Weltspiele beteiligt. Patricia Austin kam an der Universität Alberta ebenfalls zu dem Ergebnis, dass Sportlehrer die Bedürfnisse der vergessenen Kinder ernst nehmen und auch auf die Interessen, Bedürfnisse und Fähigkeiten von Kindern mit Beeinträchtigung eingehen sollten.
Nach und nach beteiligten sich immer mehr US-amerikanische Bundesstaaten an Special Olympics, und das weltweite Wachstum nahm Fahrt auf.
Das 50-jährige Jubiläum 2018 wurde unter anderem mit einem Law Enforcement Torch Run Commemorative Run, einem weltweiten Inklusionstag, der Beleuchtung öffentlicher Gebäude und einem großen Konzert gefeiert.

## Aktivitäten
Die einzelnen Bundesstaaten haben jeweils eigene Verbände mit einem unterschiedlichen Angebot an Sportarten und anderen Programmen wie Law Enforcement Torch Run (LETR), Athlete Leadership, Healthy Athletes, Young Athletes, Motor Activities Training Program (MATP), Healthy Communities, Family Support Network,  Unified Schools und Unified Sports.

### Teilnahme an Weltspielen vor 2020
Special Olympics Vereinigte Staaten hat an sämtlichen Weltspielen vor 2020 teilgenommen.

### Teilnahme an den Special Olympics World Summer Games 2023 in Berlin
Special Olympics Vereinigte Staaten nahm mit 201 Personen an den Special Olympics World Summer Games 2023 teil und stellte damit eine der größten Delegationen. Sie wurde vor den Spielen im Rahmen des Host Town Programms von Bremen und Bremerhaven betreut. Das Team gewann bei diesen Weltspielen 32 Gold-, 44 Silber- und 33 Bronzemedaillen.

## Erfolgreiche Athletinnen und Athleten (Auswahl)
- Cindy Bentley, Basketball, Leichtathletik, Eisschnelllauf, Schneeschuhlaufen, Volleyball, Fußball, Softball und Tennis.
- Loretta Claiborne, Leichtathletik
- Lee Dockins, Turnen
- Renee Manfredi, Fußball